# Fuerte de San Miguel (Uruguay)
El Fuerte de San Miguel es una antigua fortificación militar uruguaya ubicada seis kilómetros al sur de la Laguna Merín, dentro del departamento de Rocha y próxima a la ciudad de Chuy. Fue erigido en 1737 en el Cerro de San Miguel por parte de los portugueses, luego de haber abandonado el intento poblador de Maldonado.

## Historia

### De 1737 a 1933
Inicialmente el fuerte era una simple fortificación de campaña o fortín, levantado por fuerzas españolas en 1734, siendo ocupado por fuerzas lusitanas tres años después. Se comenzó a levantar la actual edificación el 17 de octubre de 1737 por parte de los portugueses, atribuyéndose su construcción al ingeniero militar brigadier José da Silva Paes. Otros autores atribuyen la autoría de la planta al arquitecto militar portugués Manuel Gomes Pereira, sustituido más tarde por el capitán Antonio Teixeira Carvalho. Para su construcción se utilizó piedra acuñada. 
La planta inicial presentaba la forma de un polígono rectangular de piedra con dos baluartes en los lados menores separados por cortinas. Hacia 1740 su planta evolucionó, presentando un formato estrellado con cuatro baluartes pentagonales en los vértices en estilo Vauban, con las murallas y las edificaciones internas de servicio erguidas en aparejo irregular de piedra.
Fue utilizado por los portugueses como puesto de observación de los movimientos de las fuerzas españolas, teniendo una guarnición de 100 hombres. El artículo XVIII del tratado de Madrid (1750) dispuso que Portugal conservara la línea del monte de Castillos Grande, con su falda meridional y pudiera fortificarla, manteniendo allí la guardia. 

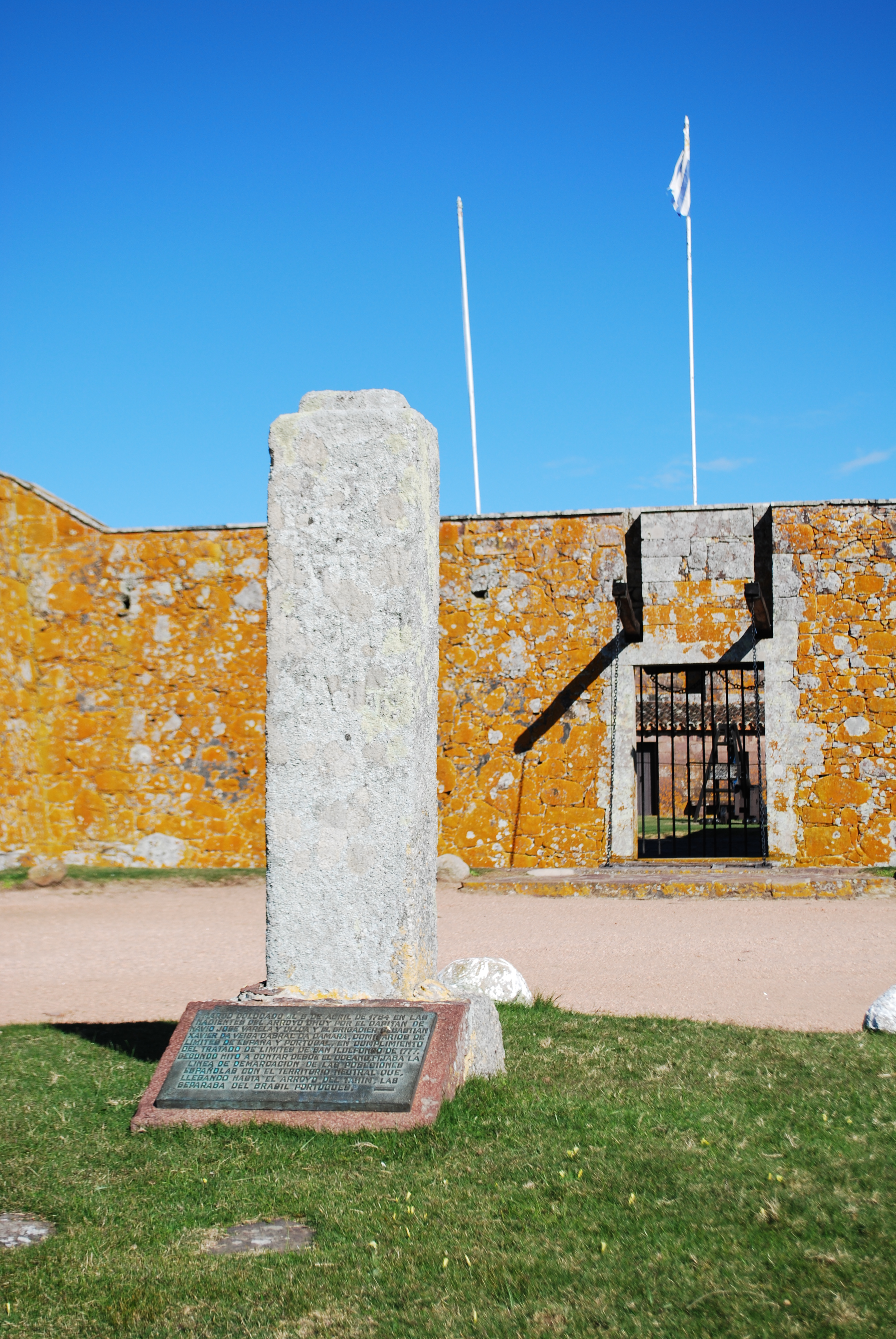
Puerta principal del Fuerte San Miguel, Departamento de Rocha, Uruguay.

Ante la firma del Tratado de El Pardo (1761), que en la práctica anulaba al de Madrid, el gobernador y capitán general de la capitanía de Río de Janeiro, Gomes Freire de Andrade, se anticipó a las consecuencias del mismo para la región Sur. Ordenó al gobernador de la Colonia del Río Grande de São Pedro, coronel Elói Madureira, el envío inmediato de tropas de Laguna hacia la región. Fue enviado el teniente coronel Tomás Luis Osório, comandante de las tropas de Caballería del Regimiento de Dragones y del Fuerte Jesús, María, José de Río Pardo.
La estrategia portuguesa era la de construir rápidamente una línea defensiva fortificada, al Sur del Fuerte de San Miguel, para detener la invasión española en progreso, después de la conquista de Colonia del Sacramento producida en octubre de 1762 por el gobernador de Buenos Aires Pedro de Ceballos.
En octubre de 1762 se inició la construcción de la Fortaleza de Santa Teresa para cerrar el camino terrestre a Ceballos. En abril de 1763 Ceballos conquistó el Fuerte de San Miguel. Los españoles procedieron a repararlo y mejorarlo. En 1775, ante la inminencia de una invasión británica, el ingeniero Bernardo Lecocq efectuó obras de refuerzo en la estructura del fuerte.
Con el Tratado de San Ildefonso (1777), la posesión del fuerte fue ratificada para España. En 1797 fueron efectuadas nuevas reparaciones, por las mismas razones que en 1775. Luego de la independencia uruguaya en 1828, el fuerte fue desactivado y abandonado, convirtiéndose en una ruina por la acción del tiempo y la falta de reparaciones.

### De 1933 al presente
La historia y la estructura del fuerte fueron rescatadas por una comisión compuesta por el general Alfredo R. Campos, el general Alfredo Baldomir y el historiador Horacio Arredondo, que comenzó a funcionar en 1927. A partir de 1933 el fuerte fue reconstruido de acuerdo con los planos originales, utilizándose las técnicas de la época, restaurándose las dependencias de la Casa de Comando, la Casa de Parlamento, la capilla, la cocina y los Cuarteles de la Tropa. El fuerte fue declarado como Monumento Nacional en 1937, intensificándose a partir de entonces su proceso de recuperación. 
Bajo la administración del Estado Mayor del Ejército, la estructura se encuentra permanentemente abierta a los visitantes, abrigando un Museo de Historia Militar, donde se destaca la colección de uniformes históricos de las guarniciones, y la muestra de la evolución de los uniformes históricos del Ejército. Una serie de acuarelas del artista Emilio Regalía ilustran el material en exhibición.

## Características
El fuerte se localiza en el tope de la sierra de San Miguel, a 35 m s. n. m. Presenta planta en el formato rectangular, con baluartes pentagonales en los vértices, rematados por garitas. El perímetro de sus murallas totaliza 300 metros.
De menores proporciones que la vecina Fortaleza de Santa Teresa, recibió un acabamiento de menor calidad debido a la inexistencia de piedras de granito en el lugar, siendo empleada una piedra granítica rosada que lo caracteriza, en aparejo irregular.
Dadas las reducidas dimensiones, no fue posible construir rampas que uniesen los planos superiores de los baluartes, donde se abren 18 cañoneras en total. El acceso al fuerte era hecho por un puente levadizo sobre un foso inundado. En el terraplén, estaba el edificio de la capilla.

## Hostería
Frente al fuerte se localiza la Hostería Fortín de San Miguel, una edificación de 1945 de estilo colonial construida con piedra extraída del Cerro Picudo. Posee 20 habitaciones y un salón de fiestas para 150 personas.

## Galería

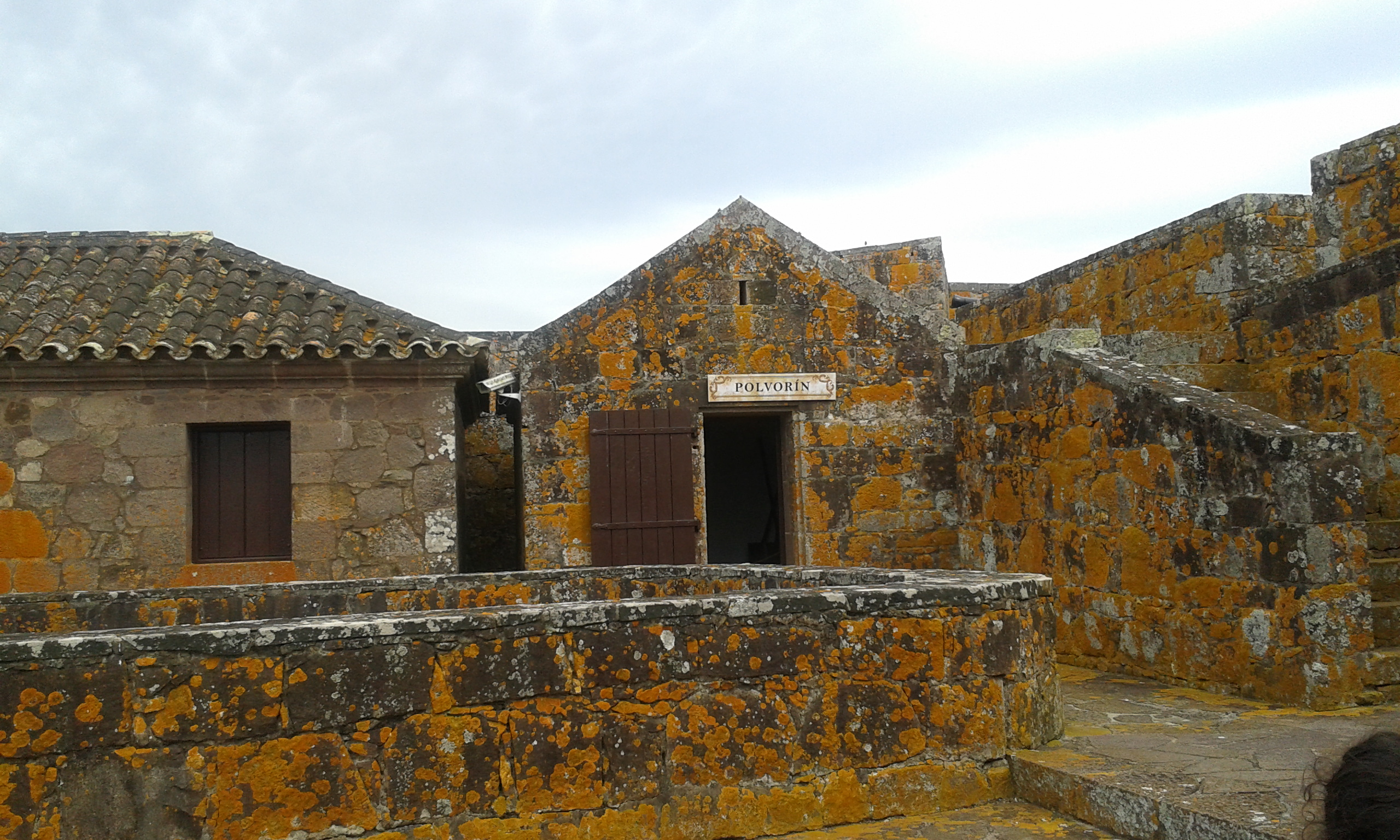
Polvorín.
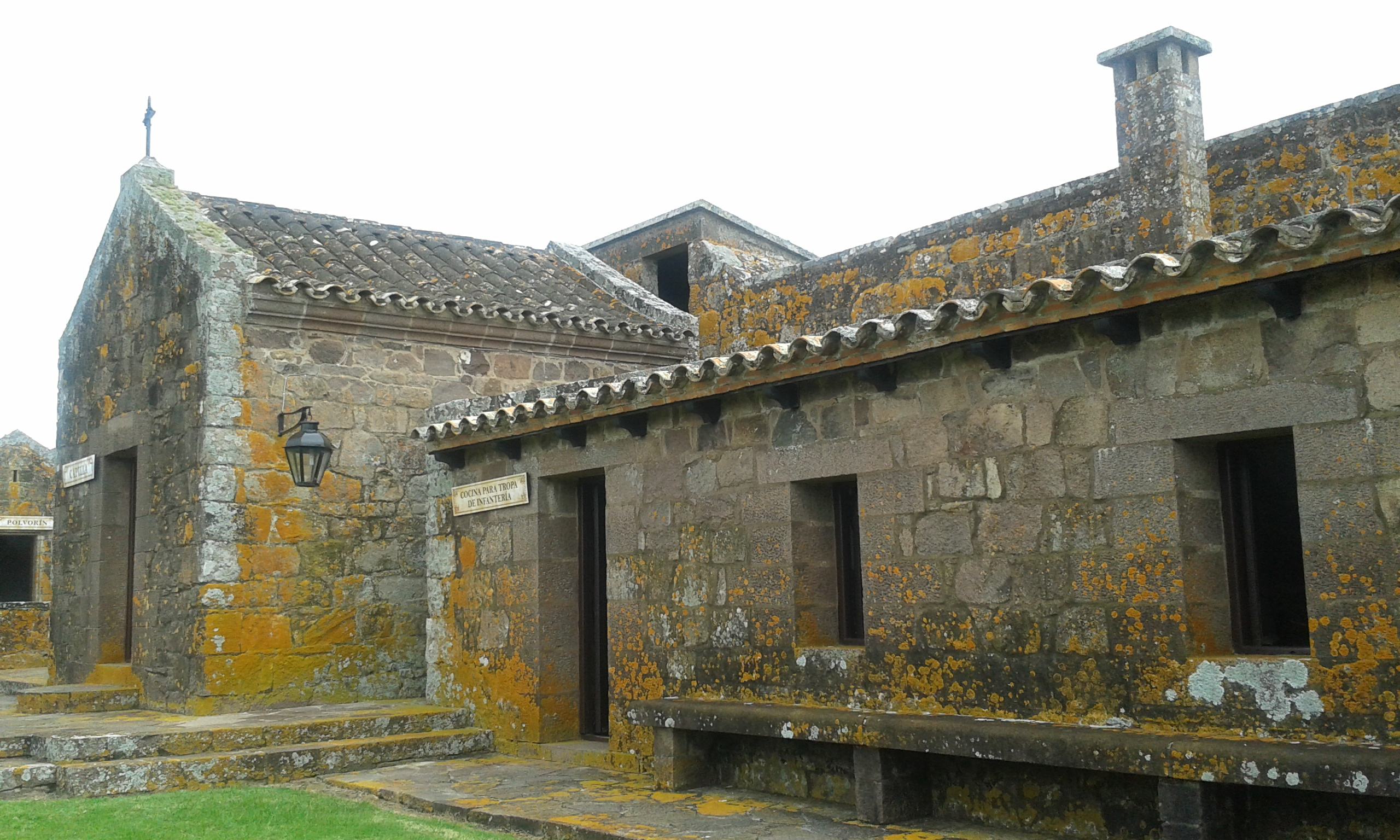
Vista exterior de la capilla.
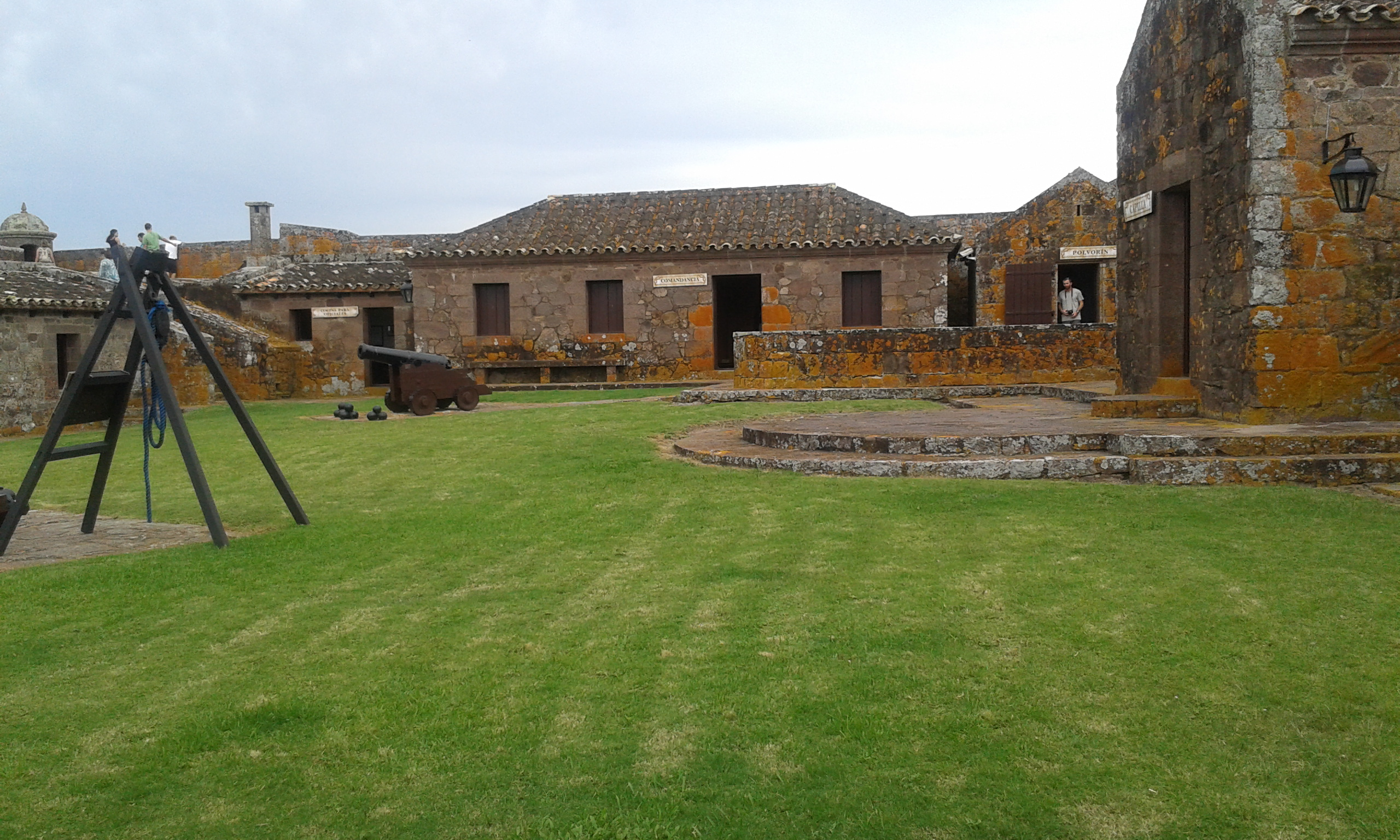
Interior del Fuerte de San Miguel.
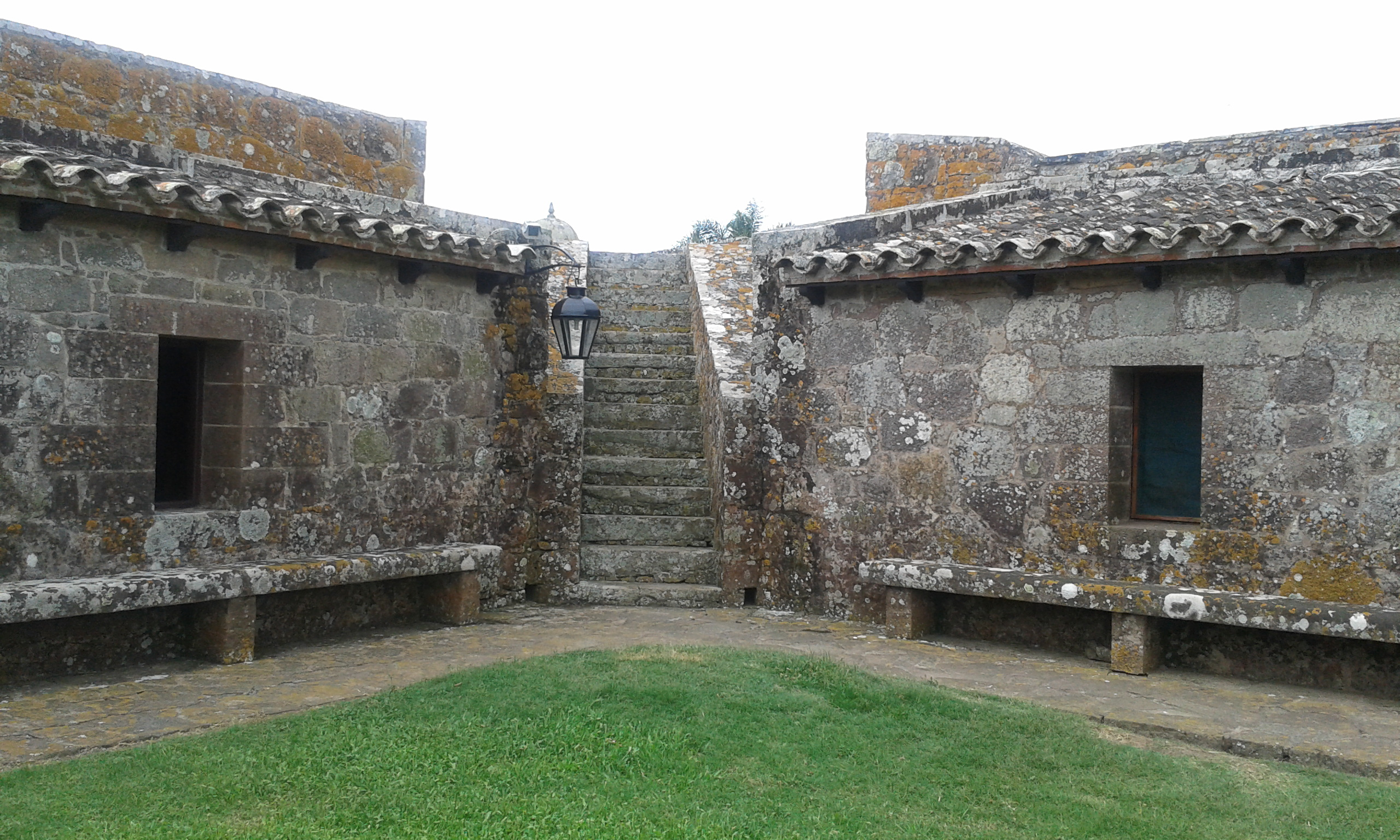
Escalinatas.